# 烏石港車站
烏石港車站位於宜蘭縣頭城鎮，為臺灣鐵路公司宜蘭線預定新增的鐵路車站，目前正規畫中。

## 車站概要
在北宜直鐵規劃新方案二路線時就有計畫在此設立車站，由於環境影響評估問題、新方案二路線效益不高及由高鐵取代直鐵，計畫就此擱置；且配合宜蘭鐵路高架化原先在此站附近規劃設置約4公頃面積供電力、工務設置分駐所的基地計畫，但目前預計將改設置至四城車站附近。
因應近年烏石港觀光盛行，每年都有大量遊客為此到遊船賞鯨，地方人士就提議需要座車站轉運旅客，也整合地方周邊特色，提升產業發展。車站預定位置於頭城、外澳之間，頭城與外澳兩站距離為3.6公里，符合目前臺鐵設站標準，也符合臺鐵捷運化的政策，為此設立該座車站。

## 車站構造
- 岸式月台兩座

## 利用狀況
- 主要停靠區間車

## 車站周邊
- 太平洋
- 烏石漁港
- 東北角自行車道
- 宜蘭縣立蘭陽博物館
- 林曹祖宗之墓

## 鄰近車站
- 預計營運模式